# Loïc Risser
Loïc Risser, né le 24 novembre 1996 à Saint-Louis (Haut-Rhin) et mort le 2 janvier 2021 dans la localité de Ménaka, est un militaire français, brigadier du 2e régiment de hussards. Il est Mort pour la France dans le cadre de l'opération Barkhane,.